# Foro di Pompei
Il Foro di Pompei è un foro di epoca romana, sepolto dall'eruzione del Vesuvio del 79 e ritrovato a seguito degli scavi archeologici dell'antica Pompei. La struttura era la principale piazza della città e rappresentava il centro politico, economico e religioso nel quale si svolgevano manifestazioni, contrattazioni di ordine commerciale e dibattiti; è, nel suo genere, uno dei meglio conservati delle antiche città italiche.

## Storia

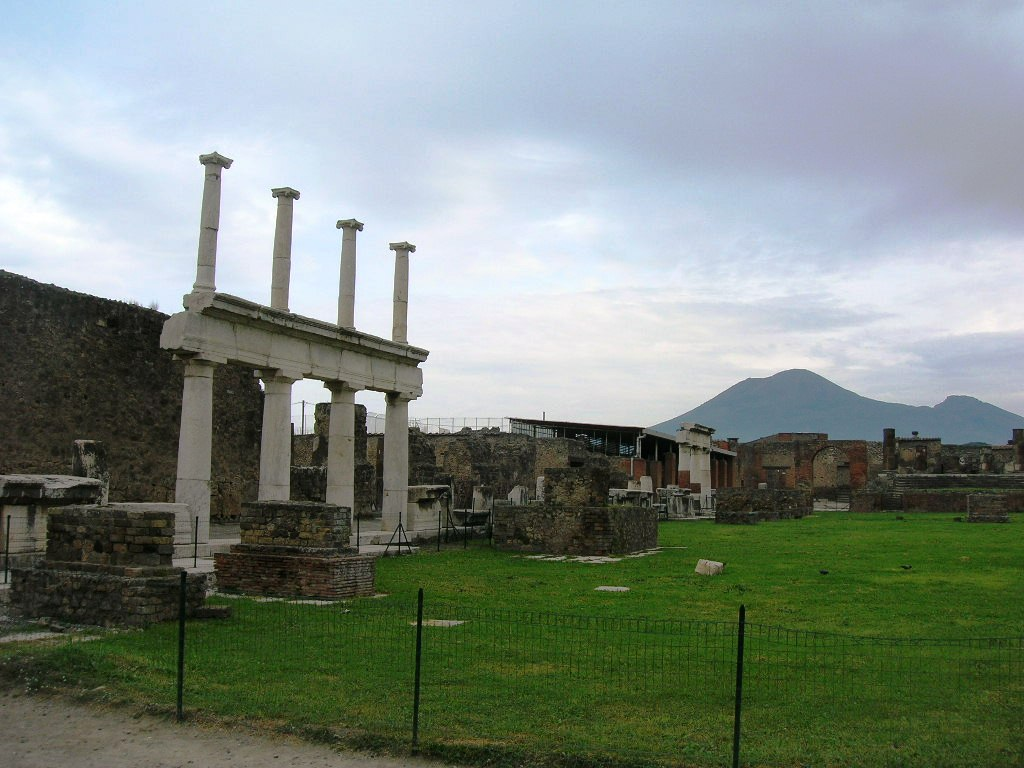
Il colonnato con il doppio ordine di colonne

Il Foro di Pompei fu costruito intorno al IV secolo a.C., in epoca sannita, nei pressi di un importante nodo viario, con strade che andavano verso Neapolis, Nola e Stabiae: si trattava di una piccola area scoperta intorno alla quale si aprivano numerose botteghe, costruite per lo più in lava e tufo e cementate con argilla. A seguito della conquista di Pompei da parte dei romani, il Foro fu completamente ricostruito ed ampliato, in particolar modo nel II secolo a.C.: furono difatti abbattute sia le botteghe, sia un muro perimetrale con il vicino tempio di Apollo e, sfruttando la bassa densità abitativa della zona, intorno al perimetro della piazza furono costruiti edifici di ordine politico e religioso.
Importanti lavori di restauro si ebbero poi durante l'epoca augustea, tra la fine del I secolo a.C. e l'inizio del I secolo, quando fu rifatta la pavimentazione, costruito il porticato, restaurato il Macellum e costruito un tempio dedicato all'imperatore. L'area fu sepolta dall'eruzione del Vesuvio del 79 sotto una fitta colte di lapilli e ceneri e venne riportata alla luce solo all'inizio del XIX secolo, per volere di Carolina Bonaparte.

## Descrizione

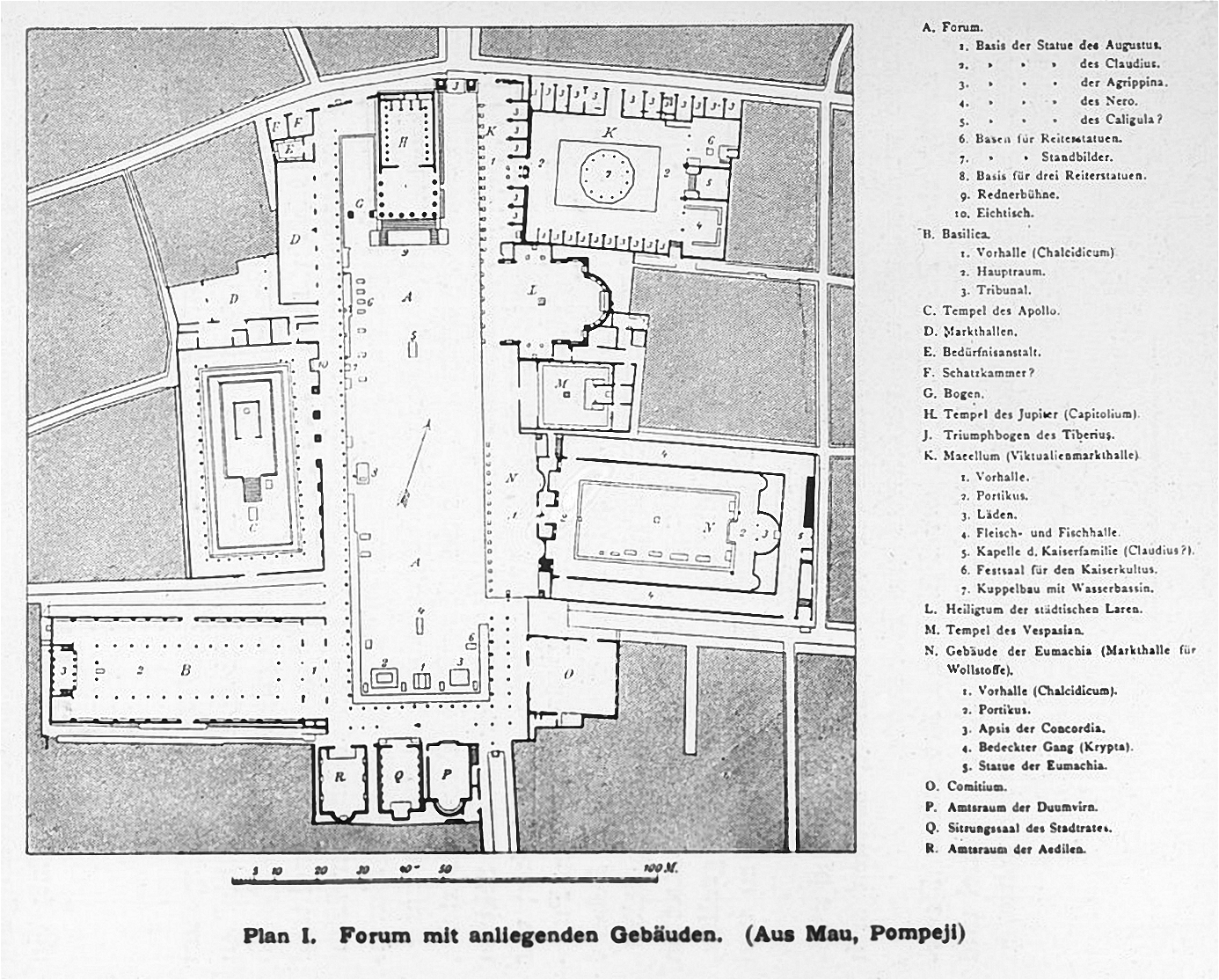
Pianta del Foro

La piazza del Foro, orientata in direzione nord-sud, ha una forma rettangolare e misura 143 metri di lunghezza per 38 di larghezza ed è circoscritta tra alcuni degli edifici più importanti della città come quelli della pubblica amministrazione, la basilica, il macellum, la mensa ponderaria, i templi di Apollo, Giove, Vespasiano e dei Lari Pubblici e l'Edificio di Eumachia e nel lato nord è delimitato da archi onorari, abbelliti con statue. Completamente circondato da un colonnato, costruito dopo la conquista di Lucio Cornelio Silla, per volere di Vibio Popidio, con colonne originariamente in tufo e poi sostituite durante l'età imperiale sostituito da altra in calcare bianco: di questo colonnato in doppio ordine rimangono alcune colonne in ordine dorico nella parte inferiore e ionico in quella superiore, interrotte da un architrave decorata con metope e triglifi, altre colonne nei pressi del macellum sono scanalate con capitelli corinzi ed alla base presentano un doppio toro, mentre quelle vicino all'edificio della sacerdotessa Eumachia non sono scanalate, con un solo toro alla base e l'architrave reca incisa una dedica. 
L'intera piazza, che presentava una originaria pavimentazione in tufo, in seguito sostituita con lastre di travertino, era completamente interdetta ai carri e ciò fu permesso tramite il rialzamento della sede stradale con due scalini: il primo, in tufo, fu costruito probabilmente intorno al II secolo a.C.. Il Foro pompeiano, nel cui lato ovest presentava una tribuna per oratori, si distaccava notevolmente dai principali altri fori romani, somigliante per lo più ad uno di tipo greco e non seguiva lo schema dettato da Vitruvio, sia per quanto riguarda l'ampiezza della struttura, sia per il sistema di strade che si intersecavano, che per le statue onorarie che non erano poste al centro della piazza, bensì sui lati o nel porticato: queste statue non sono mai state ritrovate, probabilmente chiuse in qualche deposito, in attesa di essere ristrutturate dopo il terremoto di Pompei del 62. Rimangono però i piedistalli, dove erano disposte le statue equestri, di cui una dedicata a Quintus Sallustius, mentre sul lato sud sono posti tre grossi basamenti, una delle quali doveva ospitare la statua di Augusto.
Del foro precedente a quello di epoca romana poco si conosce, in quanto anche tramite studi stratigrafici si è riuscito a capire ben poco: aveva probabilmente una forma irregolare, ampio poco più di cinquemila metri quadrati e le strade che transitano al suo interno sono state in parte deviate, durante i lavori di ampliamento.